# Kurow
Pour l’article ayant un titre homophone, voir Kurów.
Kurow est un village dans la vallée du Waitaki, dans la région de Canterbury de l'île du Sud de la Nouvelle-Zélande. Abritant une population de 339 personnes (selon le recensement de 2006), il est à 55 km d'Oamaru. Il est situé dans une région agricole et de vignobles.

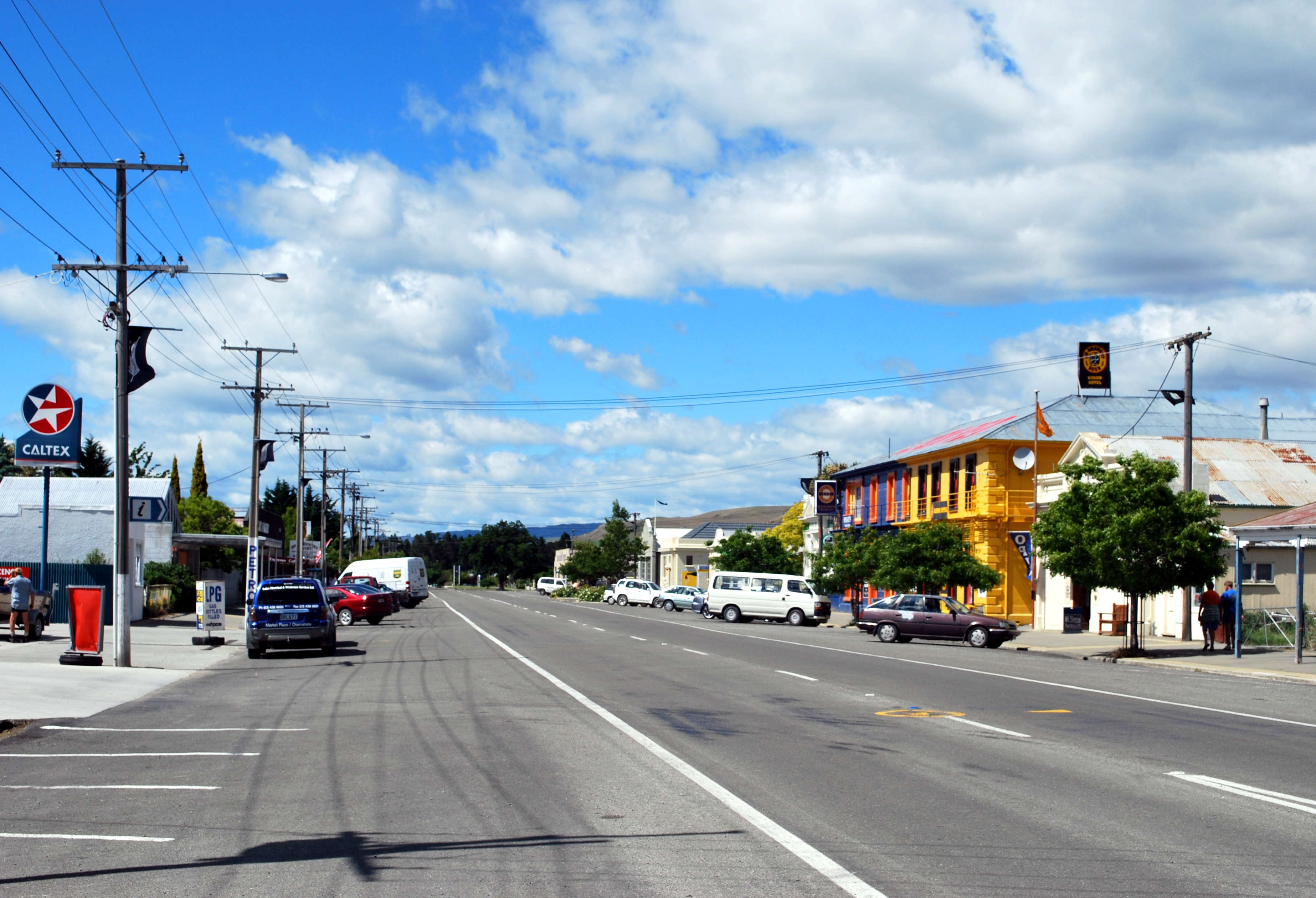